# Сьрода-Слёнска (гмина)
Сьрода-Слёнска (пол. Środa Śląska) — городско-сельская гмина (волость) в Польше, входит как административная единица в Сьродский повет (Нижнесилезское воеводство), Нижнесилезское воеводство. Население — 18 998 человек (на 2004 год).

## Демография
| Перепись                       | Всего   | Всего | Женщины | Женщины | Мужчины | Мужчины |
| ------------------------------ | ------- | ----- | ------- | ------- | ------- | ------- |
| Единицы                        | человек | %     | человек | %       | человек | %       |
| Население                      | 18 998  | 100   | 9737    | 51,3    | 9261    | 48,7    |
| Плотность населения (чел./км²) | 88,4    | 88,4  | 45,3    | 45,3    | 43,1    | 43,1    |

## Сельские округа
1. Бродно
2. Букувек
3. Цесажовице
4. Хвалимеж
5. Цехув
6. Гоздава
7. Ястшембце
8. Юговец
9. Ющын
10. Кобыльники
11. Коморники
12. Крынично
13. Кулин
14. Липница
15. Михалув
16. Огродница
17. Пенчкув
18. Прошкув
19. Пшедмосце
20. Ракошице
21. Жечица
22. Слуп
23. Щепанув
24. Свенте
25. Войчице
26. Вроциславице
27. Закшув

## Соседние гмины
1. Гмина Бжег-Дольны
2. Гмина Костомлоты
3. Гмина Мальчице
4. Гмина Менкиня
5. Гмина Уданин
6. Гмина Вондроже-Вельке
7. Гмина Волув